# Тайны Версаля (фильм)
«Тайны Версаля» (также «Если б Версаль поведал о себе») — исторический фильм Саша Гитри, снятый в 1953 году.

## Сюжет
История Версаля от первого кирпича в закладке до наших дней. Строительство Версаля продолжалось несколько десятилетий. Но дворец известен не только архитектурным великолепием. Не меньший интерес всегда вызывали тайны, интриги и загадки, окружавшие его обитателей, и в первую очередь хозяев дворца — французских королей.

## В ролях
- Мишель Оклер — Жак Дамьен
- Жан-Пьер Омон — кардинал Луи де Роган
- Жан-Луи Барро — Франсуа Фенелон
- Клодетт Кольбер — Франсуаза-Атенаис де Монтеспан
- Фернан Гравей — Мольер
- Саша Гитри — Людовик XIV
- Жан Маре — Людовик XV
- Лана Маркони — Мария-Антуанетта
- Жерар Филип — Д’Артаньян
- Мишлин Прель — Мадам де Помпадур
- Жан Десайи — Мариво
- Орсон Уэллс — Бенджамин Франклин
- Бурвиль — гид в музее
- Робер Фавар — эпизод (нет в титрах)
- Жизель Паскаль
- Жаклин Майан — эпизод
- Жан Ришар — Дю Круази / Тартюф
- Николь Море — герцогиня де Фонта́нж